# Charles (football, 1994)
Pour les articles homonymes, voir Charles.
Charles Marcelo da Silva, abrégé Charles né le 4 février 1994 à Belo Horizonte, est un footballeur brésilien. Il évolue au poste de gardien de but au CS Marítimo.

## Carrière

### En club
Charles rejoint au mois de janvier 2014 le club de Vasco da Gama. Il joue son premier match le 3 juin 2015 contre Ponte Preta après l'expulsion du gardien titulaire, Jordi.
Il signe un contrat de quatre ans et demi en faveur du CS Marítimo en janvier 2016.
Il rejoint le Futebol Clube de Vizela en 2021

## Statistiques
| Saison                | Club                  | Championnat           | Championnat | Championnat | Coupe nationale | Coupe nationale | Coupe de la Ligue | Coupe de la Ligue | Championnat d'État | Championnat d'État | Total | Total |
| Saison                | Club                  | Division              | M.          | B.          | M.              | B.              | M.                | B.                | M.                 | B.                 | M.    | B.    |
| 2015                  | Vasco da Gama         | Serie A               | 9           | 0           | 0               | 0               | -                 | -                 | 0                  | 0                  | 9     | 0     |
| Sous-total            | Sous-total            | Sous-total            | 9           | 0           | 0               | 0               | -                 | -                 | 0                  | 0                  | 9     | 0     |
| 2015-2016             | CS Marítimo           | Primeira Liga         | 0           | 0           | -               | -               | -                 | -                 | -                  | -                  | 0     | 0     |
| 2016-2017             | CS Marítimo           | Primeira Liga         | 16          | 0           | 0               | 0               | 1                 | 0                 | -                  | -                  | 17    | 0     |
| Sous-total            | Sous-total            | Sous-total            | 16          | 0           | 0               | 0               | 1                 | 0                 | -                  | -                  | 17    | 0     |
| Total sur la carrière | Total sur la carrière | Total sur la carrière | 25          | 0           | 0               | 0               | 1                 | 0                 | 0                  | 0                  | 26    | 0     |

## Palmarès
Il remporte le championnat des moins de 17 ans de la CONMEBOL en 2011 avec le Brésil.